# رون هيرمانز
رون هيرمانز هي لاعبة جمباز فني بلجيكية، ولدت في 9 مايو 1999 في لوفان في بلجيكا.

## وصلات خارجية
- رون هيرمانز على موقع الاتحاد الدولي للجمباز (licence) (الإنجليزية)
- رون هيرمانز على موقع الاتحاد الدولي للجمباز (biography) (الإنجليزية)
- رون هيرمانز على موقع أوليمبيديا (الإنجليزية)